# Свети Димитър (Бърник)
Вижте пояснителната страница за други значения на Свети Димитър.
„Свети Великомъченик Димитър“ или „Свети Димитрий“ (на македонска литературна норма: „Свети Димитар“, „Свети Димитриј“) е възрожденска църква в мариовското село Бърник, част от Преспанско-Пелагонийската епархия на Македонската православна църква – Охридска архиепископия.
Църквата е изградена в 1887 година според надписа над входната врата в северната част на селото. Под годината на изграждане, в полукръг около лика Свети Димитър има още един цветен надпис на сръбски, на който се чете Митре Тръпкович със синовете Тръпко и Ристе иконописец, Косто Никлич от Лазарополе 1927 година. Църквата е дълга 12, широка 7 и висока около 5-6 метра.